# Saison 2024-2025 des Nets de Brooklyn
La saison 2024-2025 des Nets de Brooklyn est la 58e saison de la franchise et la 49e au sein de la National Basketball Association (NBA). C'est la 13e saison dans la ville de Brooklyn.
Le 27 mars, les Nets sont éliminés de la course aux playoffs.

## Draft
- Les Nets n'ont aucun choix de draft cette année.

## Matchs

### Summer League
| Summer League Total: 3-2 |

| Match | Date match | Équipe        | Score          | Meilleur marqueur | Meilleur rebondeur | Meilleur passeur   | Lieux Spectateurs      | Série |
| ----- | ---------- | ------------- | -------------- | ----------------- | ------------------ | ------------------ | ---------------------- | ----- |
| 1     | 12 juillet | Indiana       | V 97-95 (OT)   | Jalen Wilson (25) | Jalen Wilson (8)   | Jacob Gilyard (7)  | Cox Pavilion 0         | 1 - 0 |
| 2     | 14 juillet | L.A. Clippers | D 78-87        | Keon Johnson (27) | Noah Clowney (7)   | Jacob Gilyard (7)  | Thomas & Mack Center 0 | 1 - 1 |
| 3     | 16 juillet | New York      | V 92-85        | Jalen Wilson (27) | Zylan Cheatham (8) | Keon Johnson (5)   | Thomas & Mack Center 0 | 2 - 1 |
| 4     | 18 juillet | Orlando       | V 102-100 (OT) | Jalen Wilson (33) | Jalen Wilson (10)  | Keon Johnson (10)  | Cox Pavilion 0         | 3 - 1 |
| 5     | 21 juillet | Charlotte     | D 90-97        | Keon Johnson (15) | Jaylen Martin (7)  | Mark Armstrong (5) | Thomas & Mack Center 0 | 3 - 2 |

### Pré-saison
| Pré-saison Total: 1-3 (Domicile : 1-1; Extérieur : 0-2) |

| Match | Date match | Équipe          | Score     | Meilleur marqueur    | Meilleur rebondeur    | Meilleur passeur    | Lieux Spectateurs         | Série |
| ----- | ---------- | --------------- | --------- | -------------------- | --------------------- | ------------------- | ------------------------- | ----- |
| 1     | 8 octobre  | @ L.A. Clippers | D 106-115 | Keon Johnson (14)    | Keon Johnson (6)      | Dennis Schröder (5) | Frontwave Arena 6 190     | 0 - 1 |
| 2     | 14 octobre | Washington      | V 131-92  | Cameron Thomas (17)  | Ziaire Williams (7)   | Dennis Schröder (7) | Barclays Center 12 904    | 1 - 1 |
| 3     | 16 octobre | @ Philadelphie  | D 95-117  | Cameron Thomas (17)  | Ziaire Williams (9)   | Cameron Johnson (6) | Wells Fargo Center 19 914 | 1 - 2 |
| 4     | 18 octobre | Toronto         | D 112-116 | Cameron Johnson (32) | Simmons, Williams (8) | Ben Simmons (6)     | Barclays Center 17 158    | 1 - 3 |

### Saison régulière
| Saison régulière Total: 26-56 (Domicile : 12-29; Extérieur : 14-27) |

| Match | Date match | Équipe    | Score          | Meilleur marqueur    | Meilleur rebondeur      | Meilleur passeur      | Lieux Spectateurs       | Série |
| ----- | ---------- | --------- | -------------- | -------------------- | ----------------------- | --------------------- | ----------------------- | ----- |
| 1     | 23 octobre | @ Atlanta | D 116-120      | Cameron Thomas (36)  | Dorian Finney-Smith (8) | Ben Simmons (8)       | State Farm Arena 17 548 | 0 - 1 |
| 2     | 25 octobre | @ Orlando | D 101-116      | Cameron Thomas (24)  | Ziaire Williams (7)     | Dennis Schröder (6)   | Kia Center 19 087       | 0 - 2 |
| 3     | 27 octobre | Milwaukee | V 115-102      | Cameron Thomas (32)  | Nicolas Claxton (11)    | Schröder, Simmons (6) | Barclays Center 17 926  | 1 - 2 |
| 4     | 29 octobre | Denver    | D 139-144 (OT) | Dennis Schröder (28) | Nicolas Claxton (12)    | Dennis Schröder (14)  | Barclays Center 17 926  | 1 - 3 |
| 5     | 30 octobre | @ Memphis | V 119-106      | Dennis Schröder (33) | Johnson, Wilson (7)     | Dennis Schröder (8)   | FedExForum 14 745       | 2 - 3 |

| Match                                  | Date match   | Équipe                | Score          | Meilleur marqueur      | Meilleur rebondeur    | Meilleur passeur     | Lieux Spectateurs                 | Série  |
| -------------------------------------- | ------------ | --------------------- | -------------- | ---------------------- | --------------------- | -------------------- | --------------------------------- | ------ |
| 6                                      | 1er novembre | Chicago               | V 120-112      | Cameron Thomas (32)    | Nicolas Claxton (9)   | Ben Simmons (11)     | Barclays Center 17 977            | 3 - 3  |
| 7                                      | 3 novembre   | Détroit               | D 92-106       | Cameron Johnson (26)   | Ben Simmons (6)       | Ben Simmons (6)      | Barclays Center 17 086            | 3 - 4  |
| 8                                      | 4 novembre   | Memphis               | V 106-104      | Johnson, Schröder (20) | Nicolas Claxton (8)   | Schröder, Thomas (6) | Barclays Center 18 088            | 4 - 4  |
| 9                                      | 8 novembre   | @ Boston              | D 104-108 (OT) | Cameron Thomas (31)    | Ziaire Williams (12)  | Ben Simmons (8)      | TD Garden 19 156                  | 4 - 5  |
| 10                                     | 9 novembre   | @ Cleveland           | D 100-105      | Cameron Johnson (23)   | Nicolas Claxton (10)  | Cameron Thomas (6)   | Rocket Mortgage FieldHouse 19 432 | 4 - 6  |
| 11                                     | 11 novembre  | @ La Nouvelle-Orléans | V 107-105      | Cameron Thomas (17)    | Claxton, Williams (9) | Ben Simmons (12)     | Smoothie King Center 16 895       | 5 - 6  |
| 12                                     | 13 novembre  | Boston                | D 114-139      | Ziaire Williams (23)   | Ziaire Williams (6)   | Shake Milton (8)     | Barclays Center 18 112            | 5 - 7  |
| 13                                     | 15 novembre  | @ New York*           | D 122-124      | Cameron Thomas (43)    | Ziaire Williams (8)   | Dennis Schröder (8)  | Madison Square Garden 19 812      | 5 - 8  |
| 14                                     | 17 novembre  | @ New York            | D 104-114      | Cameron Johnson (22)   | Jalen Wilson (6)      | Dennis Schröder (6)  | Madison Square Garden 19 812      | 5 - 9  |
| 15                                     | 19 novembre  | Charlotte*            | V 116-115      | Cameron Johnson (34)   | Ben Simmons (8)       | Dennis Schröder (12) | Barclays Center 18 117            | 6 - 9  |
| 16                                     | 22 novembre  | @ Philadelphie*       | D 98-113       | Cameron Johnson (37)   | Nicolas Claxton (8)   | Schröder, Thomas (7) | Wells Fargo Center 19 817         | 6 - 10 |
| 17                                     | 24 novembre  | @ Sacramento          | V 108-103      | Cameron Thomas (34)    | Nicolas Claxton (7)   | Cameron Thomas (6)   | Golden 1 Center 16 750            | 7 - 10 |
| 18                                     | 25 novembre  | @ Golden State        | V 128-120      | Dennis Schröder (31)   | Ziaire Williams (10)  | Dennis Schröder (7)  | Chase Center 18 064               | 8 - 10 |
| 19                                     | 27 novembre  | @ Phoenix             | V 127-117      | Tyrese Martin (30)     | Ben Simmons (9)       | Ben Simmons (8)      | Footprint Center 17 071           | 9 - 10 |
| 20                                     | 29 novembre  | Orlando*              | D 100-123      | Shake Milton (22)      | Claxton, Simmons (7)  | Ben Simmons (8)      | Barclays Center 18 143            | 9 - 11 |
| *Matchs comptant pour la NBA Cup 2024. |              |                       |                |                        |                       |                      |                                   |        |

| Match | Date match   | Équipe      | Score     | Meilleur marqueur        | Meilleur rebondeur   | Meilleur passeur      | Lieux Spectateurs       | Série   |
| ----- | ------------ | ----------- | --------- | ------------------------ | -------------------- | --------------------- | ----------------------- | ------- |
| 21    | 1er décembre | Orlando     | D 92-100  | Cameron Johnson (26)     | Nicolas Claxton (7)  | Dennis Schröder (7)   | Barclays Center 16 505  | 9 - 12  |
| 22    | 2 décembre   | @ Chicago   | D 102-128 | Dariq Whitehead (18)     | Nicolas Claxton (8)  | Dennis Schröder (10)  | United Center 19 131    | 9 - 13  |
| 23    | 4 décembre   | Indiana     | V 99-90   | Cameron Johnson (26)     | Nicolas Claxton (8)  | Ben Simmons (9)       | Barclays Center 16 748  | 10 - 13 |
| 24    | 8 décembre   | Milwaukee   | D 113-118 | Dennis Schröder (34)     | Nicolas Claxton (10) | Dennis Schröder (11)  | Barclays Center 17 926  | 10 - 14 |
| 25    | 13 décembre  | @ Memphis   | D 119-135 | Dorian Finney-Smith (19) | Claxton, Johnson (7) | Schröder, Simmons (8) | FedExForum 15 983       | 10 - 15 |
| 26    | 16 décembre  | Cleveland   | D 101-130 | Cameron Johnson (22)     | Day'Ron Sharpe (7)   | Ben Simmons (8)       | Barclays Center 16 588  | 10 - 16 |
| 27    | 19 décembre  | @ Toronto   | V 101-94  | Cameron Johnson (33)     | Cameron Johnson (10) | Ben Simmons (7)       | Scotiabank Arena 19 214 | 11 - 16 |
| 28    | 21 décembre  | Utah        | D 94-105  | Cameron Johnson (18)     | Day'Ron Sharpe (9)   | Ben Simmons (10)      | Barclays Center 17 926  | 11 - 17 |
| 29    | 23 décembre  | @ Miami     | D 95-110  | Clowney, Johnson (19)    | Nicolas Claxton (10) | Ben Simmons (9)       | Kaseya Center 19 832    | 11 - 18 |
| 30    | 26 décembre  | @ Milwaukee | V 111-105 | Cameron Johnson (29)     | Nicolas Claxton (7)  | Ben Simmons (9)       | Fiserv Forum 17 957     | 12 - 18 |
| 31    | 27 décembre  | San Antonio | D 87-96   | Keon Johnson (25)        | Nicolas Claxton (10) | Shake Milton (12)     | Barclays Center 17 990  | 12 - 19 |
| 32    | 29 décembre  | @ Orlando   | D 101-102 | Cameron Thomas (25)      | Ben Simmons (7)      | Ben Simmons (7)       | Kia Center 19 397       | 12 - 20 |

| Match | Date match  | Équipe          | Score          | Meilleur marqueur        | Meilleur rebondeur   | Meilleur passeur       | Lieux Spectateurs       | Série   |
| ----- | ----------- | --------------- | -------------- | ------------------------ | -------------------- | ---------------------- | ----------------------- | ------- |
| 33    | 1er janvier | @ Toronto       | D 113-130      | Cameron Johnson (24)     | Nicolas Claxton (10) | D'Angelo Russell (8)   | Scotiabank Arena 19 104 | 12 - 21 |
| 34    | 2 janvier   | @ Milwaukee     | V 113-110      | Cameron Johnson (26)     | Nicolas Claxton (11) | D'Angelo Russell (12)  | Fiserv Forum 17 341     | 13 - 21 |
| 35    | 4 janvier   | Philadelphie    | D 94-123       | Ziaire Williams (19)     | Keon Johnson (8)     | Keon Johnson (8)       | Barclays Center 17 926  | 13 - 22 |
| 36    | 6 janvier   | Indiana         | D 99-113       | Day'Ron Sharpe (16)      | Day'Ron Sharpe (13)  | K. Johnson, Sharpe (5) | Barclays Center 16 088  | 13 - 23 |
| 37    | 8 janvier   | Détroit         | D 98-113       | Noah Clowney (29)        | Tyrese Martin (10)   | Reece Beekman (5)      | Barclays Center 16 098  | 13 - 24 |
| 38    | 10 janvier  | @ Denver        | D 105-124      | Keon Johnson (22)        | Nicolas Claxton (6)  | Ben Simmons (7)        | Ball Arena 19 959       | 13 - 25 |
| 39    | 12 janvier  | @ Utah          | D 111-112 (OT) | Tosan Evbuomwan (22)     | Nicolas Claxton (12) | Ben Simmons (9)        | Delta Center 18 175     | 13 - 26 |
| 40    | 14 janvier  | @ Portland      | V 132-114      | Cameron Johnson (24)     | Ben Simmons (9)      | Ben Simmons (11)       | Moda Center 16 127      | 14 - 26 |
| 41    | 15 janvier  | @ L.A. Clippers | D 67-126       | Jalen Wilson (16)        | Day'Ron Sharpe (14)  | Tyrese Martin (4)      | Intuit Dome 13 091      | 14 - 27 |
| 42    | 17 janvier  | @ L.A. Lakers   | D 101-102      | D'Angelo Russell (19)    | Nicolas Claxton (8)  | D'Angelo Russell (8)   | Crypto.com Arena 18 473 | 14 - 28 |
| 43    | 19 janvier  | @ Oklahoma City | D 101-127      | C. Johnson, Martin (15)  | Day'Ron Sharpe (7)   | D'Angelo Russell (7)   | Paycom Center 18 203    | 14 - 29 |
| 44    | 21 janvier  | New York        | D 95-99        | D'Angelo Russell (23)    | Nicolas Claxton (12) | D'Angelo Russell (10)  | Barclays Center 17 926  | 14 - 30 |
| 45    | 22 janvier  | Phoenix         | D 84-108       | Keon Johnson (20)        | Nicolas Claxton (12) | Evbuomwan, Wilson (3)  | Barclays Center 17 077  | 14 - 31 |
| 46    | 25 janvier  | Miami           | D 97-106       | K. Johnson, Russell (22) | Jalen Wilson (9)     | Jalen Wilson (8)       | Barclays Center 17 962  | 14 - 32 |
| 47    | 27 janvier  | Sacramento      | D 96-110       | D'Angelo Russell (19)    | Day'Ron Sharpe (10)  | Jalen Wilson (4)       | Barclays Center 16 093  | 14 - 33 |
| 48    | 29 janvier  | @ Charlotte     | V 104-83       | Keon Johnson (18)        | Nicolas Claxton (8)  | D'Angelo Russell (7)   | Spectrum Center 14 307  | 15 - 33 |

| Match                  | Date match  | Équipe         | Score     | Meilleur marqueur     | Meilleur rebondeur      | Meilleur passeur      | Lieux Spectateurs         | Série   |
| ---------------------- | ----------- | -------------- | --------- | --------------------- | ----------------------- | --------------------- | ------------------------- | ------- |
| 49                     | 1er février | @ Houston      | V 110-98  | Ziaire Williams (21)  | Keon Johnson (9)        | Keon Johnson (5)      | Toyota Center 18 055      | 16 - 33 |
| 50                     | 4 février   | Houston        | V 99-97   | Keon Johnson (22)     | Ziaire Williams (7)     | D'Angelo Russell (5)  | Barclays Center 16 564    | 17 - 33 |
| 51                     | 5 février   | Washington     | D 102-119 | Keon Johnson (25)     | Claxton, K. Johnson (6) | Ben Simmons (6)       | Barclays Center 16 035    | 17 - 34 |
| 52                     | 7 février   | Miami          | V 102-86  | Cameron Johnson (18)  | Nicolas Claxton (10)    | Trois joueurs (3)     | TD Garden 17 926          | 18 - 34 |
| 53                     | 10 février  | Charlotte      | V 97-89   | Nicolas Claxton (16)  | Day'Ron Sharpe (9)      | Russell, Watford (4)  | Barclays Center 16 013    | 19 - 34 |
| 54                     | 12 février  | Philadelphie   | V 100-96  | D'Angelo Russell (22) | Nicolas Claxton (11)    | D'Angelo Russell (4)  | Barclays Center 16 133    | 20 - 34 |
| NBA All-Star Game 2025 |             |                |           |                       |                         |                       |                           |         |
| 55                     | 20 février  | Cleveland      | D 97-110  | Cameron Johnson (18)  | Day'Ron Sharpe (10)     | D'Angelo Russell (5)  | Barclays Center 17 926    | 20 - 35 |
| 56                     | 22 février  | @ Philadelphie | V 105-103 | Cameron Johnson (23)  | Nicolas Claxton (9)     | Hayes, Watford (6)    | Wells Fargo Center 20 431 | 21 - 35 |
| 57                     | 24 février  | @ Washington   | D 99-107  | Ziaire Williams (19)  | Trendon Watford (7)     | Killian Hayes (8)     | Capital One Arena 13 785  | 21 - 36 |
| 58                     | 26 février  | Oklahoma City  | D 121-129 | Day'Ron Sharpe (25)   | Day'Ron Sharpe (15)     | Hayes, C. Johnson (7) | Barclays Center 17 926    | 21 - 37 |
| 59                     | 28 février  | Portland       | D 102-121 | Trois joueurs (16)    | Day'Ron Sharpe (7)      | Hayes, C. Johnson (4) | Barclays Center 18 018    | 21 - 38 |

| Match | Date match | Équipe        | Score         | Meilleur marqueur      | Meilleur rebondeur   | Meilleur passeur      | Lieux Spectateurs                 | Série   |
| ----- | ---------- | ------------- | ------------- | ---------------------- | -------------------- | --------------------- | --------------------------------- | ------- |
| 60    | 1er mars   | @ Détroit     | D 94-115      | Tyrese Martin (23)     | Keon Johnson (8)     | Day'Ron Sharpe (6)    | Little Caesars Arena 20 062       | 21 - 39 |
| 61    | 4 mars     | @ San Antonio | D 113-127     | Cameron Thomas (24)    | Trendon Watford (10) | Cameron Thomas (6)    | Frost Bank Center 16 703          | 21 - 40 |
| 62    | 6 mars     | Golden State  | D 119-121     | Cameron Johnson (26)   | Nicolas Claxton (9)  | Nicolas Claxton (10)  | Barclays Center 18 413            | 21 - 41 |
| 63    | 8 mars     | @ Charlotte   | D 102-105     | D'Angelo Russell (28)  | Claxton, Russell (6) | D'Angelo Russell (7)  | Spectrum Center 18 652            | 21 - 42 |
| 64    | 10 mars    | L.A. Lakers   | V 111-108     | Noah Clowney (19)      | Ziaire Williams (9)  | D'Angelo Russell (7)  | Barclays Center 18 215            | 22 - 42 |
| 65    | 11 mars    | @ Cleveland   | D 104-109     | Cameron Thomas (27)    | Johnson, Sharpe (7)  | Trendon Watford (6)   | Rocket Mortgage FieldHouse 19 432 | 22 - 43 |
| 66    | 13 mars    | @ Chicago     | D 110-116     | Cameron Thomas (24)    | Nicolas Claxton (14) | Cameron Thomas (10)   | United Center 21 647              | 22 - 44 |
| 67    | 15 mars    | Boston        | D 113-115     | Cameron Johnson (23)   | Day'Ron Sharpe (16)  | D'Angelo Russell (8)  | Barclays Center 18 016            | 22 - 45 |
| 68    | 16 mars    | Atlanta       | V 122-114     | Cameron Johnson (28)   | Keon Johnson (8)     | Cameron Johnson (7)   | Barclays Center 17 926            | 23 - 45 |
| 69    | 18 mars    | @ Boston      | D 96-104      | D'Angelo Russell (18)  | Nicolas Claxton (9)  | D'Angelo Russell (7)  | TD Garden 19 156                  | 23 - 46 |
| 70    | 20 mars    | @ Indiana     | D 99-105 (OT) | Russell, Williams (22) | Nicolas Claxton (14) | D'Angelo Russell (6)  | Gainbridge Fieldhouse 15 008      | 23 - 47 |
| 71    | 22 mars    | @ Indiana     | D 103-108     | Trendon Watford (26)   | Nicolas Claxton (10) | Johnson, Martin (5)   | Gainbridge Fieldhouse 17 274      | 23 - 48 |
| 72    | 24 mars    | Dallas        | D 101-120     | Nicolas Claxton (19)   | Claxton, Sharpe (7)  | Cameron Johnson (8)   | Barclays Center 16 434            | 23 - 49 |
| 73    | 26 mars    | Toronto       | D 86-116      | Nicolas Claxton (22)   | Nicolas Claxton (11) | Keon Johnson (5)      | Barclays Center 16 413            | 23 - 50 |
| 74    | 28 mars    | L.A. Clippers | D 100-132     | Keon Johnson (13)      | Drew Timme (10)      | Cameron Johnson (6)   | Barclays Center 17 926            | 23 - 51 |
| 75    | 29 mars    | @ Washington  | V 115-112     | Martin, Wilson (20)    | Cameron Johnson (9)  | Cameron Johnson (7)   | Capital One Arena 16 316          | 24 - 51 |
| 76    | 31 mars    | @ Dallas      | V 113-109     | Keon Johnson (24)      | Nicolas Claxton (7)  | D'Angelo Russell (11) | American Airlines Center 19 790   | 25 - 51 |

| Match | Date match | Équipe              | Score     | Meilleur marqueur    | Meilleur rebondeur  | Meilleur passeur    | Lieux Spectateurs      | Série   |
| ----- | ---------- | ------------------- | --------- | -------------------- | ------------------- | ------------------- | ---------------------- | ------- |
| 77    | 3 avril    | Minnesota           | D 90-105  | Nicolas Claxton (18) | Tosan Evbuomwan (8) | Trois joueurs (5)   | Barclays Center 17 926 | 25 - 52 |
| 78    | 6 avril    | Toronto             | D 109-120 | Reece Beekman (14)   | Trois joueurs (7)   | Reece Beekman (5)   | Barclays Center 17 007 | 25 - 53 |
| 79    | 8 avril    | La Nouvelle-Orléans | V 119-114 | Trendon Watford (22) | Drew Timme (9)      | Reece Beekman (10)  | Barclays Center 16 407 | 26 - 53 |
| 80    | 10 avril   | Atlanta             | D 109-133 | Jalen Wilson (20)    | Drew Timme (11)     | Drew Timme (6)      | Barclays Center 17 926 | 26 - 54 |
| 81    | 11 avril   | @ Minnesota         | D 91-117  | Keon Johnson (20)    | Drew Timme (10)     | Keon Johnson (6)    | Target Center 18 978   | 26 - 55 |
| 82    | 13 avril   | New York            | D 105-113 | Martin, Watford (20) | Keon Johnson (9)    | Tosan Evbuomwan (5) | Barclays Center 17 926 | 26 - 56 |

### Confrontations en saison régulière
| Conférence Est      | Conférence Est                              | Conférence Est                              | Conférence Est                              | Conférence Est                              | Conférence Ouest                            | Conférence Ouest                            | Conférence Ouest                            | Conférence Ouest                            |
| Division Atlantique | Division Atlantique                         | Division Atlantique                         | Division Atlantique                         | Division Atlantique                         | Division Nord-Ouest                         | Division Nord-Ouest                         | Division Nord-Ouest                         | Division Nord-Ouest                         |
| Équipe              | Domicile                                    | Domicile                                    | Extérieur                                   | Extérieur                                   | Équipe                                      | Domicile                                    | Extérieur                                   | Extérieur                                   |
| ------------------- | ------------------------------------------- | ------------------------------------------- | ------------------------------------------- | ------------------------------------------- | ------------------------------------------- | ------------------------------------------- | ------------------------------------------- | ------------------------------------------- |
| Boston              | 114-139                                     | 113-115                                     | 104-108 (OT)                                | 96-104                                      | Denver                                      | 139-144 (OT)                                | 105-124                                     |                                             |
|                     |                                             |                                             |                                             |                                             | Minnesota                                   | 90-105                                      | 91-117                                      |                                             |
| New York            | 95-99                                       | 105-113                                     | 122-124                                     | 104-114                                     | Oklahoma City                               | 121-129                                     | 101-127                                     |                                             |
| Philadelphie        | 94-123                                      | 100-96                                      | 98-113                                      | 105-103                                     | Portland                                    | 102-121                                     | 132-114                                     |                                             |
| Toronto             | 86-116                                      | 109-120                                     | 101-94                                      | 113-130                                     | Utah                                        | 94-105                                      | 111-112 (OT)                                |                                             |
| Division            | 3–13 (Domicile : 1–7; Extérieur : 2–6)      | 3–13 (Domicile : 1–7; Extérieur : 2–6)      | 3–13 (Domicile : 1–7; Extérieur : 2–6)      | 3–13 (Domicile : 1–7; Extérieur : 2–6)      | Division                                    | 1–9 (Domicile : 0–5; Extérieur : 1–4)       | 1–9 (Domicile : 0–5; Extérieur : 1–4)       | 1–9 (Domicile : 0–5; Extérieur : 1–4)       |
| Division Centrale   | Division Centrale                           | Division Centrale                           | Division Centrale                           | Division Centrale                           | Division Pacifique                          | Division Pacifique                          | Division Pacifique                          | Division Pacifique                          |
| Équipe              | Domicile                                    | Domicile                                    | Extérieur                                   | Extérieur                                   | Équipe                                      | Domicile                                    | Extérieur                                   | Extérieur                                   |
| Chicago             | 120-112                                     |                                             | 102-128                                     | 110-116                                     | Golden State                                | 119-121                                     | 128-120                                     |                                             |
| Cleveland           | 101-130                                     | 97-110                                      | 100-105                                     | 104-109                                     | L.A. Clippers                               | 100-132                                     | 67-126                                      |                                             |
| Détroit             | 92-106                                      | 98-113                                      | 94-115                                      |                                             | L.A. Lakers                                 | 111-108                                     | 101-102                                     |                                             |
| Indiana             | 99-90                                       | 99-113                                      | 99-105 (OT)                                 | 103-108                                     | Phoenix                                     | 84-108                                      | 127-117                                     |                                             |
| Milwaukee           | 115-102                                     | 113-118                                     | 111-105                                     | 113-110                                     | Sacramento                                  | 96-110                                      | 108-103                                     |                                             |
| Division            | 5–13 (Domicile : 3–6; Extérieur : 2–7)      | 5–13 (Domicile : 3–6; Extérieur : 2–7)      | 5–13 (Domicile : 3–6; Extérieur : 2–7)      | 5–13 (Domicile : 3–6; Extérieur : 2–7)      | Division                                    | 4–6 (Domicile : 1–4; Extérieur : 3–2)       | 4–6 (Domicile : 1–4; Extérieur : 3–2)       | 4–6 (Domicile : 1–4; Extérieur : 3–2)       |
| Division Sud-Est    | Division Sud-Est                            | Division Sud-Est                            | Division Sud-Est                            | Division Sud-Est                            | Division Sud-Ouest                          | Division Sud-Ouest                          | Division Sud-Ouest                          | Division Sud-Ouest                          |
| Équipe              | Domicile                                    | Domicile                                    | Extérieur                                   | Extérieur                                   | Équipe                                      | Domicile                                    | Extérieur                                   | Extérieur                                   |
| Atlanta             | 122-114                                     | 109-133                                     | 116-120                                     |                                             | Dallas                                      | 101-120                                     | 113-109                                     |                                             |
| Charlotte           | 116-115                                     | 97-89                                       | 104-83                                      | 102-105                                     | Houston                                     | 99-97                                       | 110-98                                      |                                             |
| Miami               | 97-106                                      | 102-86                                      | 95-110                                      |                                             | Memphis                                     | 106-104                                     | 119-106                                     | 119-135                                     |
| Orlando             | 100-123                                     | 92-100                                      | 101-116                                     | 101-102                                     | New Orleans                                 | 119-114                                     | 107-105                                     |                                             |
| Washington          | 102-119                                     |                                             | 99-107                                      | 115-112                                     | San Antonio                                 | 87-96                                       | 113-127                                     |                                             |
| Division            | 6–11 (Domicile : 4–5; Extérieur : 2–6)      | 6–11 (Domicile : 4–5; Extérieur : 2–6)      | 6–11 (Domicile : 4–5; Extérieur : 2–6)      | 6–11 (Domicile : 4–5; Extérieur : 2–6)      | Division                                    | 7–4 (Domicile : 3–2; Extérieur : 4–2)       | 7–4 (Domicile : 3–2; Extérieur : 4–2)       | 7–4 (Domicile : 3–2; Extérieur : 4–2)       |
| Conférence          | 14–37 (Domicile : 8–18; Extérieur : 6–19)   | 14–37 (Domicile : 8–18; Extérieur : 6–19)   | 14–37 (Domicile : 8–18; Extérieur : 6–19)   | 14–37 (Domicile : 8–18; Extérieur : 6–19)   | Conférence                                  | 12–19 (Domicile : 4–11; Extérieur : 8–8)    | 12–19 (Domicile : 4–11; Extérieur : 8–8)    | 12–19 (Domicile : 4–11; Extérieur : 8–8)    |
| Total               | 26–56 (Domicile : 12–29; Extérieur : 14–27) | 26–56 (Domicile : 12–29; Extérieur : 14–27) | 26–56 (Domicile : 12–29; Extérieur : 14–27) | 26–56 (Domicile : 12–29; Extérieur : 14–27) | 26–56 (Domicile : 12–29; Extérieur : 14–27) | 26–56 (Domicile : 12–29; Extérieur : 14–27) | 26–56 (Domicile : 12–29; Extérieur : 14–27) | 26–56 (Domicile : 12–29; Extérieur : 14–27) |

## Classements

### Saison régulière
| Conférence Est | Conférence Est             | Conférence Est | Conférence Est | Conférence Est | Conférence Est | Conférence Est | Conférence Est |
| No             | Franchise                  | Vic.           | Déf.           | MJ             | V/D            | GB             |                |
| -------------- | -------------------------- | -------------- | -------------- | -------------- | -------------- | -------------- | -------------- |
| 1              | Cavaliers de Cleveland - c | 64             | 18             | 82             | .780           | –              |                |
| 2              | Celtics de Boston - y      | 61             | 21             | 82             | .744           | 3              |                |
| 3              | Knicks de New York - x     | 51             | 31             | 82             | .622           | 13             |                |
| 4              | Pacers de l'Indiana - x    | 50             | 32             | 82             | .610           | 14             |                |
| 5              | Bucks de Milwaukee - x     | 48             | 34             | 82             | .585           | 16             |                |
| 6              | Pistons de Détroit - x     | 44             | 38             | 82             | .537           | 20             |                |
|                |                            |                |                |                |                |                |                |
| 7              | Magic d'Orlando - y        | 41             | 41             | 82             | .500           | 23             |                |
| 8              | Hawks d'Atlanta - pi       | 40             | 42             | 82             | .488           | 24             |                |
| 9              | Bulls de Chicago - pi      | 39             | 43             | 82             | .476           | 25             |                |
| 10             | Heat de Miami - x          | 37             | 45             | 82             | .451           | 27             |                |
|                |                            |                |                |                |                |                |                |
| 11             | Raptors de Toronto - o     | 30             | 52             | 82             | .366           | 34             |                |
| 12             | Nets de Brooklyn - o       | 26             | 56             | 82             | .317           | 38             |                |
| 13             | 76ers de Philadelphie - o  | 24             | 58             | 82             | .293           | 40             |                |
| 14             | Hornets de Charlotte - o   | 19             | 63             | 82             | .232           | 45             |                |
| 15             | Wizards de Washington - o  | 18             | 64             | 82             | .220           | 46             |                |

| Division Atlantique       | V  | D  | MJ | V/D  | GB | Dom   | Ext   | Div  |
| ------------------------- | -- | -- | -- | ---- | -- | ----- | ----- | ---- |
| Celtics de Boston - y     | 61 | 21 | 82 | .744 | –  | 29-13 | 33-8  | 14-2 |
| Knicks de New York - x    | 51 | 31 | 82 | .622 | 10 | 27-14 | 24-17 | 12-4 |
| Raptors de Toronto - o    | 30 | 52 | 82 | .366 | 31 | 18-23 | 12-29 | 8-8  |
| Nets de Brooklyn - o      | 26 | 56 | 82 | .317 | 35 | 12-29 | 14-27 | 3-13 |
| 76ers de Philadelphie - o | 24 | 58 | 82 | .293 | 37 | 12-29 | 12-29 | 3-13 |

### NBA In-Season Tournament
| Rang | Équipe                | %     | J | G | P | Pp  | Pc  | Diff |
| ---- | --------------------- | ----- | - | - | - | --- | --- | ---- |
| 1    | Knicks de New York    | 1.000 | 4 | 4 | 0 | 455 | 425 | 30   |
| 2    | Magic d'Orlando       | .750  | 4 | 3 | 1 | 441 | 396 | 45   |
| 3    | 76ers de Philadelphie | .500  | 4 | 2 | 2 | 408 | 411 | -3   |
| 4    | Nets de Brooklyn      | .250  | 4 | 1 | 3 | 436 | 475 | -39  |
| 5    | Hornets de Charlotte  | .000  | 4 | 0 | 4 | 406 | 439 | -33  |

|  | Quarts de finale                     | Quarts de finale                 | Quarts de finale                 | Quarts de finale                 |                         |                         | Demi-finales                     | Demi-finales                     | Demi-finales                     | Demi-finales                     |  |  | Finale                           | Finale                           | Finale                           | Finale                           |
|  |                                      |                                  |                                  |                                  |                         |                         |                                  |                                  |                                  |                                  |  |  |                                  |                                  |                                  |                                  |
|  | 10 décembre 2024 – Milwaukee, WI     | 10 décembre 2024 – Milwaukee, WI | 10 décembre 2024 – Milwaukee, WI | 10 décembre 2024 – Milwaukee, WI |                         |                         | 14 décembre 2024 – Las Vegas, NV | 14 décembre 2024 – Las Vegas, NV | 14 décembre 2024 – Las Vegas, NV | 14 décembre 2024 – Las Vegas, NV |  |  | 17 décembre 2024 – Las Vegas, NV | 17 décembre 2024 – Las Vegas, NV | 17 décembre 2024 – Las Vegas, NV | 17 décembre 2024 – Las Vegas, NV |
|  | 10 décembre 2024 – Milwaukee, WI     | 10 décembre 2024 – Milwaukee, WI | 10 décembre 2024 – Milwaukee, WI | 10 décembre 2024 – Milwaukee, WI |                         |                         | 14 décembre 2024 – Las Vegas, NV | 14 décembre 2024 – Las Vegas, NV | 14 décembre 2024 – Las Vegas, NV | 14 décembre 2024 – Las Vegas, NV |  |  | 17 décembre 2024 – Las Vegas, NV | 17 décembre 2024 – Las Vegas, NV | 17 décembre 2024 – Las Vegas, NV | 17 décembre 2024 – Las Vegas, NV |
|  | Bucks de Milwaukee                   | Bucks de Milwaukee               | 114                              | 114                              |                         |                         | 14 décembre 2024 – Las Vegas, NV | 14 décembre 2024 – Las Vegas, NV | 14 décembre 2024 – Las Vegas, NV | 14 décembre 2024 – Las Vegas, NV |  |  | 17 décembre 2024 – Las Vegas, NV | 17 décembre 2024 – Las Vegas, NV | 17 décembre 2024 – Las Vegas, NV | 17 décembre 2024 – Las Vegas, NV |
|  | Bucks de Milwaukee                   | Bucks de Milwaukee               | 114                              | 114                              |                         |                         | 14 décembre 2024 – Las Vegas, NV | 14 décembre 2024 – Las Vegas, NV | 14 décembre 2024 – Las Vegas, NV | 14 décembre 2024 – Las Vegas, NV |  |  | 17 décembre 2024 – Las Vegas, NV | 17 décembre 2024 – Las Vegas, NV | 17 décembre 2024 – Las Vegas, NV | 17 décembre 2024 – Las Vegas, NV |
|  | Magic d'Orlando                      | Magic d'Orlando                  | 109                              | 109                              |                         |                         | 14 décembre 2024 – Las Vegas, NV | 14 décembre 2024 – Las Vegas, NV | 14 décembre 2024 – Las Vegas, NV | 14 décembre 2024 – Las Vegas, NV |  |  | 17 décembre 2024 – Las Vegas, NV | 17 décembre 2024 – Las Vegas, NV | 17 décembre 2024 – Las Vegas, NV | 17 décembre 2024 – Las Vegas, NV |
|  | Magic d'Orlando                      | Magic d'Orlando                  | 109                              | 109                              | Bucks de Milwaukee      | Bucks de Milwaukee      | 110                              | 110                              |                                  |                                  |  |  | 17 décembre 2024 – Las Vegas, NV | 17 décembre 2024 – Las Vegas, NV | 17 décembre 2024 – Las Vegas, NV | 17 décembre 2024 – Las Vegas, NV |
|  | 11 décembre 2024 – New York, NY      |                                  |                                  |                                  | Bucks de Milwaukee      | Bucks de Milwaukee      | 110                              | 110                              |                                  |                                  |  |  | 17 décembre 2024 – Las Vegas, NV | 17 décembre 2024 – Las Vegas, NV | 17 décembre 2024 – Las Vegas, NV | 17 décembre 2024 – Las Vegas, NV |
|  |                                      |                                  | Hawks d'Atlanta                  | Hawks d'Atlanta                  | 102                     | 102                     |                                  |                                  |                                  |                                  |  |  | 17 décembre 2024 – Las Vegas, NV | 17 décembre 2024 – Las Vegas, NV | 17 décembre 2024 – Las Vegas, NV | 17 décembre 2024 – Las Vegas, NV |
|  | Knicks de New York                   | Knicks de New York               | Hawks d'Atlanta                  | Hawks d'Atlanta                  | 102                     | 102                     | 100                              | 100                              |                                  |                                  |  |  | 17 décembre 2024 – Las Vegas, NV | 17 décembre 2024 – Las Vegas, NV | 17 décembre 2024 – Las Vegas, NV | 17 décembre 2024 – Las Vegas, NV |
|  | Knicks de New York                   | Knicks de New York               | 14 décembre 2024 – Las Vegas, NV |                                  |                         |                         | 100                              | 100                              |                                  |                                  |  |  | 17 décembre 2024 – Las Vegas, NV | 17 décembre 2024 – Las Vegas, NV | 17 décembre 2024 – Las Vegas, NV | 17 décembre 2024 – Las Vegas, NV |
|  | Hawks d'Atlanta                      | Hawks d'Atlanta                  | 108                              | 108                              |                         |                         |                                  |                                  |                                  |                                  |  |  | 17 décembre 2024 – Las Vegas, NV | 17 décembre 2024 – Las Vegas, NV | 17 décembre 2024 – Las Vegas, NV | 17 décembre 2024 – Las Vegas, NV |
|  | Hawks d'Atlanta                      | Hawks d'Atlanta                  | 108                              | 108                              | Bucks de Milwaukee      | Bucks de Milwaukee      | 97                               | 97                               |                                  |                                  |  |  |                                  |                                  |                                  |                                  |
|  | 10 décembre 2024 – Oklahoma City, OK |                                  |                                  |                                  | Bucks de Milwaukee      | Bucks de Milwaukee      | 97                               | 97                               |                                  |                                  |  |  |                                  |                                  |                                  |                                  |
|  |                                      |                                  | Thunder d'Oklahoma City          | Thunder d'Oklahoma City          | 81                      | 81                      |                                  |                                  |                                  |                                  |  |  |                                  |                                  |                                  |                                  |
|  | Thunder d'Oklahoma City              | Thunder d'Oklahoma City          | Thunder d'Oklahoma City          | Thunder d'Oklahoma City          | 81                      | 81                      | 118                              | 118                              |                                  |                                  |  |  |                                  |                                  |                                  |                                  |
|  | Thunder d'Oklahoma City              | Thunder d'Oklahoma City          |                                  |                                  |                         |                         |                                  |                                  |                                  |                                  |  |  |                                  |                                  |                                  |                                  |
|  | Mavericks de Dallas                  | Mavericks de Dallas              | 104                              | 104                              |                         |                         |                                  |                                  |                                  |                                  |  |  |                                  |                                  |                                  |                                  |
|  | Mavericks de Dallas                  | Mavericks de Dallas              | 104                              | 104                              | Thunder d'Oklahoma City | Thunder d'Oklahoma City | 111                              | 111                              |                                  |                                  |  |  |                                  |                                  |                                  |                                  |
|  | 11 décembre 2024 – Houston, TX       |                                  |                                  |                                  | Thunder d'Oklahoma City | Thunder d'Oklahoma City | 111                              | 111                              |                                  |                                  |  |  |                                  |                                  |                                  |                                  |
|  |                                      |                                  | Rockets de Houston               | Rockets de Houston               | 96                      | 96                      |                                  |                                  |                                  |                                  |  |  |                                  |                                  |                                  |                                  |
|  | Rockets de Houston                   | Rockets de Houston               | Rockets de Houston               | Rockets de Houston               | 96                      | 96                      | 91                               | 91                               |                                  |                                  |  |  |                                  |                                  |                                  |                                  |
|  | Rockets de Houston                   | Rockets de Houston               |                                  |                                  |                         |                         |                                  | 91                               |                                  |                                  |  |  |                                  |                                  |                                  |                                  |
|  | Warriors de Golden State             | Warriors de Golden State         | 90                               | 90                               |                         |                         |                                  |                                  |                                  |                                  |  |  |                                  |                                  |                                  |                                  |
|  | Warriors de Golden State             | Warriors de Golden State         | 90                               | 90                               |                         |                         |                                  |                                  |                                  |                                  |  |  |                                  |                                  |                                  |                                  |
|  |                                      |                                  |                                  |                                  |                         |                         |                                  |                                  |                                  |                                  |  |  |                                  |                                  |                                  |                                  |